# Quase-verossimilhança
A Quasi-Verossimilhança é uma técnica de estimação proposta por Robert Wedderburn (1974) para lidar com o problema da sobredispersão. Distribuições que não apresentam parâmetros de escala têm sua dispersão definida pela média, como é o caso da Poisson. Se os dados apresentam uma dispersão maior do que a da distribuição ajustada pela média, existe sobredispersão, e a quasi-verossimilhança pode lidar com isso.
Ao invés de utilizar uma distribuição no ajuste, especifica-se uma relação entre a média e a variância utilizando uma função variância, onde a variância é função da média. Essa função inclui um fator multiplicativo conhecido como parâmetro de sobredispersão, que vamos estimar a partir dos dados.